# Gehermühle
Gehermühle ist ein amtlich benannter, heute unbewohnter Ortsteil der Stadt Velburg im Oberpfälzer Landkreis Neumarkt in der Oberpfalz in Bayern.

## Geographie
Während das erste Mühlengebäude direkt an der Schwarzen Laber lag, wurde der Nachfolgebau am Wiesenackerer Bach („Mühlbach“) errichtet. In historischen Karten ist die Mühle ca. 350 m südwestlich von Oberwiesenacker eingezeichnet.

## Geschichte
1326 erscheint eine „Goreischmul“, wohl die spätere Gehermühle, in einer Güterbeschreibung des Klosters Kastl. 1404 ist sie als „Görenmül“ genannt; 1407 wurde die Mühle von einem Konrad dem „Germüller“ geführt. 1565 erwarb die „Gerlmühle“ (auch als Mittermühle bezeichnet) Georg von Wispeck/Wiesbeck zu Velburg. Hochgerichtlich unterstand sie bis zum Ende des Alten Reiches dem pfalz-neuburgischen Amt Helfenberg.
Im Königreich Bayern (1806) wurde um 1810 der Steuerdistrikt Unterwiesenacker gebildet, der dem Landgericht Parsberg zugeordnet war, ihm gehörte mit anderen  Ortsteilen Oberwiesenacker mit der Gehermühle an. Mit dem Gemeindeedikt vom 15. Mai 1818 wurde die parsbergisch-landgerichtliche Ruralgemeinde Oberwiesenacker mit mehreren Ortsteilen gebildet, wobei die Einöde Gehermühle seit 1830 in amtlichen Verzeichnissen als eigener Ortsteil erscheint. So wohnten in der Mühle
- 1836 8 Einwohner (1 Haus),[7]
- 1867 10 Einwohner (3 Gebäude),[8]
- 1875 5 Einwohner (4 Gebäude; an Großviehbestand 2 Pferde und 8 Stück Rindvieh),[9]
- 1900 7 Einwohner (1 Wohngebäude),[10]
- 1925 5 Einwohner (1 Wohngebäude),[11]
- 1938 5 Einwohner (nur Protestanten),[12]
- 1950 7 Einwohner (1 Wohngebäude).[13]
- 1987 unbebaut.[14]

Nach Einstellung des Mühlenbetriebs wurde die Mühle 1960 abgebrochen, so dass heute der weiterhin amtlich benannte Ortsteil von Velburg keine Bebauung mehr aufweist.
Im Zuge der bayerischen Gebietsreform wurde die Gemeinde Oberwiesenacker am 1. Mai 1978 in die Stadt Velburg bzw. in die Gemeinde Pilsach eingemeindet; das Gebiet der Einöde Gehermühle kam nach Velburg.

### Kirchliche Verhältnisse
Die Einöde gehörte seit alters her zur Pfarrei St. Willibald zu Oberwiesenacker im Bistum Eichstätt. Von 1552 bis 1626 war mit Pfalz-Neuburg die Pfarrei und damit auch die Bewohner der Gehermühle evangelisch.